# Закони Џима Кроуа
Закони Џима Кроуа (енгл. Jim Crow laws) је назив за државне и локалне законе у САД усвајане између 1876. и 1965. Они су де јуре дозволили расну сегрегацију у свим јавним установама у јужним државама бивше Конфедерације, са (од 1890) статусом одвојени али једнаки за Афроамериканце. Сегрегација је у пракси довела до тога да су услови за Афроамерикаце били лошијих од оних пружаних белим Американцима, систематизовани у бројним економским, образовним и друштвеним ограничењима.
Сегрегација је де јуре била углавном примењена на јужне државе САД. Сегрегација у северним државама је де факто постојала у областима становања, пракси давања банкарских кредита и дискриминацијима на радном месту.
Неки примери закона Џима Кроуа су били сегрегација јавних школа, јавних места и јавног саобраћаја. И војска САД је била такође изложена сегрегацији. Закони Џима Кроуа су пратили раније Црне прописе који су ограничавали грађанска права и слободе Афроамериканаца без изговора наводне једнакости. Сегрегацију у јавним школама Врховни суд САД је прогласио неуставним 1954. године у случају Браун против Одбора за образовање. Остаци закона Џима Кроуа су преиначени Законом о грађанским правима из 1964. и Законом о праву гласа из 1965. године.